# Бьйорн Арнґейрссон Богатир з Гіт-ріки
Бьйорн Арнґейрссон Богатир з Гіт-ріки (Björn hítdælakappi Arngeirsson) (989—1024) — один з найзнаменитіших ісландських скальдів Х—XI століття.

## Біографія
Бьйорн Арнґейрссон (тобто син Арнгейра), на прізвисько Богатир з Хіт-річки, — автор і герой «Саги про Бьйорна», однієї з «родових саг». За сюжетом саги Бьйорн в юності був у Київській Русі, у «Вальдамар конунга», тобто у князя Володимира. Між Бьйорном і Тордом, сином Коль-Бейна, була ворожнеча. Спочатку через дівчину, яка дісталась в дружини Торду. Згодом причиною взаємного озлоблення стали вірші, які Бьйорн і Торд складали один про одного. Зіткнення між ними зрештою призвели до того, що Торд убив Бьйорна.

## Творчість
Найсвоєрідніші і найзнаменитіші з ісландських саг — це саме «саги про ісландців», або «родові саги». До таких належить «Сага про Бьйорна». У великій кількості тут зустрічаються назви ісландських хуторів, річок, морських заток, озер, островів, гір, пагорбів і т. ін.
Стиль віс Бьйорна, як це властиво ісландській середньовічній спадщині, зовсім несхожий на стиль саг, він вкрай вичурний. У вісах багато так званих «кеннінгів», тобто дуже умовних поетичних фігур, які складаються з двох або більше іменників. Порядок слів у вісах — протиприродний (окремі пропозиції переплітаються), до того ж алітерації і внутрішні рими утворюють суворий візерунок.

### «Сага про Бьйорна»
В основі сюжету покладено розповідь про суперництво двох скальдів, Бьйорна і Торда, сина КольБейна, ісландського скальда. Війна між ними була спричинена спочатку почуттями до Оддні, дівчини, яка дісталась в дружини Торду. Згодом причиною взаємного озлоблення стали вірші, які Бьйорн і Торд складаюли один про одного. Зіткнення між ними зрештою призводять до того, що Торд вбиває Бьйорна.

### Ніди
Ніди — зневажливі вірші. За формою вони не відрізняються від інших окремих вис, а за змістом можуть передавати ті ж ситуації, але описані негативно. Найчастіше Ніди маскували під драп, оформлялося у свідомо затемнену форму, тому що ставлення до Нід було дуже серйозним: їм приписувалася магічна сила. Висміювання сприймалося як заклинання, за яке скальда могли і стратити на місці.
«Сіре черево» — це нід Бьйорна Арнґейрссона, спрямований проти Торда. Таким же настроєм сповнені рядки:
```
 Рожден малец,
 Не ждан подлец!
 Молвила мужу:
 Многих не хуже!
 Как пес, зубаст  і т.п.
```